# Aleksandar Kolarov
Aleksandar Kolarov (ser. Александар Коларов, ur. 10 listopada 1985 w Belgradzie) – serbski piłkarz, który występował na pozycji obrońcy. W latach 2008–2021 wielokrotny reprezentant Serbii, a od 2018 roku kapitan drużyny. Uczestnik Mistrzostw Świata 2010 i 2018. 
Wychowanek Crvenej zvezdy. Najwięcej występów zaliczył dla angielskiego Manchesteru City. W swojej karierzę występował również dla: AS Romy, S.S. Lazio, Interu Mediolan, OFK Beogradu oraz FK Čukarički

## Kariera klubowa
Kolarov urodził się w Belgradzie, a karierę piłkarską rozpoczął w tamtejszym klubie FK Čukarički Stankom. Po grze w młodzieżowym zespole trafił do pierwszej drużyny i w 2004 roku zadebiutował w jej barwach w pierwszej lidze. W 2005 roku spadł jednak z Čukaričkim do drugiej ligi i odszedł do lokalnego rywala, OFK Beograd. W OFK Aleksandar występował przez dwa sezony, ale nie odniósł większych sukcesów.
W lipcu 2007 roku Kolarov odszedł z OFK i podpisał czteroletni kontrakt z włoskim klubem S.S. Lazio. Suma transferu wyniosła 800 tysięcy euro. W rozgrywkach Serie A Serb zadebiutował 25 sierpnia w zremisowanym 2:2 domowym spotkaniu z Torino Calcio. W swoim drugim meczu we włoskiej lidze, przeciwko Regginie Calcio, zdobył pierwszego gola, a Lazio zremisowało 1:1. Z Lazio wystąpił w Pucharze UEFA, a w lidze zajął 12. miejsce.
24 lipca 2010 podpisał kontrakt z Manchesterem City. Kwota transferu wyniosła 16 milionów funtów.
22 lipca 2017, za kwotę 5 mln euro, przeniósł się do AS Romy kończąc tym samym swój 7-letni okres w Manchesterze City.
8 września 2020 roku podpisał 2-letni kontrakt z Interem Mediolan.
Jego starszy brat, Nikola, również jest piłkarzem i ma za sobą występy w KSZO Ostrowiec Świętokrzyski.
19 czerwca 2022 roku Kolarov ogłosił zakończenie kariery sportowej.
| Sezon   | Klub                 | Kraj   | Rozgrywki           | Mecze | Bramki |
| ------- | -------------------- | ------ | ------------------- | ----- | ------ |
| 2003/04 | FK Čukarički Stankom | Serbia | Meridijan Superliga | 17    | 0      |
| 2004/05 | FK Čukarički Stankom | Serbia | Meridijan Superliga | 27    | 2      |
| 2005/06 | OFK Beograd          | Serbia | Meridijan Superliga | 11    | 1      |
| 2006/07 | OFK Beograd          | Serbia | Meridijan Superliga | 27    | 4      |
| 2007/08 | S.S. Lazio           | Włochy | Serie A             | 24    | 1      |
| 2008/09 | S.S. Lazio           | Włochy | Serie A             | 25    | 2      |
| 2009/10 | S.S. Lazio           | Włochy | Serie A             | 33    | 3      |
| 2010/11 | Manchester City      | Anglia | Premier League      | 24    | 1      |
| 2011/12 | Manchester City      | Anglia | Premier League      | 12    | 2      |
| 2012/13 | Manchester City      | Anglia | Premier League      | 20    | 1      |
| 2013/14 | Manchester City      | Anglia | Premier League      | 29    | 0      |
| 2014/15 | Manchester City      | Anglia | Premier League      | 21    | 2      |
| 2015/16 | Manchester City      | Anglia | Premier League      | 29    | 3      |
| 2016/17 | Manchester City      | Anglia | Premier League      | 29    | 1      |
| 2017/18 | AS Roma              | Włochy | Serie A             | 35    | 2      |
| 2018/19 | AS Roma              | Włochy | Serie A             | 33    | 8      |
| 2019/20 | AS Roma              | Włochy | Serie A             | 32    | 7      |
| 2020/21 | Inter Mediolan       | Włochy | Serie A             | 7     | 0      |
| 2021/22 | Inter Mediolan       | Włochy | Serie A             | 3     | 0      |

## Kariera reprezentacyjna
W 2007 roku Kolarov zadebiutował w reprezentacji Serbii U-21. W tym samym roku znalazł się w kadrze na Mistrzostwa Europy U-21 w Holandii. Z Serbią został wicemistrzem Europy, a za swoją postawę został nagrodzony nominacją do jedenastki turnieju. W 2008 roku powołano go na Igrzyska Olimpijskie w Pekinie. W tym samym roku zadebiutował w seniorskiej reprezentacji przeciwko Australii. Poza Igrzyskami, występował również na dwóch imprezach Mistrzostw Świata, w 2010 oraz w 2018. Karierę reprezentacyjną zakończył w 2021 roku wraz z brakiem powołania na eliminacje do Mistrzostw Świata 2022 w Katarze.

## Sukcesy

### Lazio Rzym
- Puchar Włoch: 2008/09
- Superpuchar Włoch:  2009/10

### Manchester City
- Mistrzostwo Anglii: 2011/12, 2013/14
- Puchar Anglii: 2010/11
- Superpuchar Anglii: 2012/13
- Puchar Ligi Angielskiej: 2013/14, 2015/16

### Inter Mediolan
- Mistrzostwo Włoch: 2020/21
- Puchar Włoch: 2021/22
- Superpuchar Włoch:  2021/22[8]

### Indywidualne
- Piłkarz roku Serbii: 2011[9][10]
- Drużyna roku Serie A: 2018/19[11]
- Drużyna dekady AS Romy: 2010–2020[12]